# 泰山路街道 (鹤壁市)
泰山路街道是中华人民共和国河南省鹤壁市淇滨区下辖的一个街道办事处。

## 行政区划
泰山路街道下辖以下村级行政区划单位：
鹤源社区、农垦社区、九州社区、福田社区、广场社区、牟山社区、清华园社区、兰苑社区、西臣投社区、农场二分场生活区。